# Phacidiaceae
Phacidiaceae es una familia de hongos en el orden Helotiales. Según se estimaba en el 2008 la familia contiene siete géneros y 148 especies.